# Chaintrix-Bierges
Chaintrix-Bierges é uma comuna francesa na região administrativa do Grande Leste, no departamento de Marne. Estende-se por uma área de 10.31 km², e possui 334 habitantes, segundo o censo de 2018, com uma densidade de 32 hab/km².